# Ебергардіна Софія Еттінген-Еттінгенська
Ебергардіна Софія Еттінген-Еттінгенська (нім. Eberhardine Sophie von Oettingen-Oettingen, 16 серпня 1666 — 30 жовтня 1700) — еттінгенська принцеса з дому Еттінген-Еттінгенів, донька князя Еттінген-Еттінгену Альбрехта Ернста I та вюртемберзької принцеси Крістіни Фредеріки, дружина князя Східної Фризії Крістіана Ебергарда.

## Біографія
Народилась 16 серпня 1666 року в Еттінгені. Стала первістком в родині графа Еттінген-Еттінгену Альбрехта Ернста I та його першої дружини Крістіни Фредеріки Вюртемберзької, з'явившись на світ на другий рік їхнього подружнього життя. Згодом сімейство поповнилося шістьома молодшими дітьми, з яких дорослого віку досягли Альбрехт Ернст, Крістіна Луїза та Генрієтта Доротея.
У 8-річному віці втратила матір та діда Ебергарда III, який до цього правив Вюртембергом. Батько згодом одружився з її тіткою Ебергардіною Катериною. Від 1674 року він також володів титулом імперського князя.
Інша тітка, Крістіна Шарлотта, влаштувала шлюб Ебергардіни Софії зі своїм сином. 3 березня 1685 року відбулося весілля 18-річної принцеси із 19-річним князем Східної Фризії Крістіаном Ебергардом. Вінчання пройшло у Байройті. Нареченого змальовували як добродушного юнака з красивою зовнішністю, який швидше здасться, ніж буде сперечатися. У подружжя народилося десятеро дітей. 
Ебергардіна Софія пішла з життя в Ауриху 30 жовтня 1700 року в 34-річному віці. Була похована у мавзолеї родини Кірксена в Ауриху.
За рік після смерті дружини Крістіан Ебергард узяв морганатичний шлюб з її фрейліною Анною Юліаною фон Кляйнау, яка отримала титул фрау фон Сандгорст.

## Родина
Чоловік — Крістіан Ебергард
Діти:

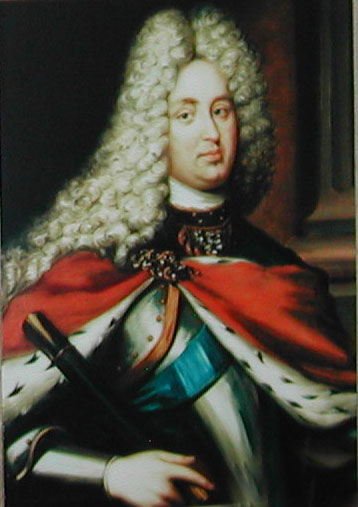
Портрет Крістіана Ебергарда пензля невідомого майстра, Історичний музей Ауриха

- Леопольд Ігнац (10 лютого—11 липня 1687) — прожив 5 місяців;
- Крістіна Софія (1688—1750) — дружина князя Шварцбургу-Рудольштадту Фрідріха Антона, дітей не мала;
- Марія Шарлотта (1689—1761) — дружина графа Фрідріха Ульріха Східно-Фрісландського, мала єдину доньку;
- Георг Альбрехт (1690—1734) — наступний князь Східної Фризії у 1708—1734 роках, був двічі одруженим, мав четверо дітей від першого шлюбу;
- Ульріх Фрідріх (18 липня—21 вересня 1691) — прожив 2 місяці;
- Карл Енно (1692—1709) — одруженим не був, дітей не мав;
- Фредеріка Вільгельміна (1695—1750) — черниця у Герфорді;
- Енно Август (1697—1725) — одруженим не був, дітей не мав;
- Юліана Луїза (1698—1740) — дружина герцога Шлезвіг-Гольштейн-Зондербург-Пльону Йоахіма Фрідріха, мала єдину доньку, що померла після народження;
- Крістіна Шарлотта (1699—1733) — одружена не була, дітей не мала.